# Hollenberg (Kansas)
Hollenberg es una ciudad situada en el condado de Washington, Kansas, Estados Unidos. Tiene una población estimada, a mediados de 2023, de 13 habitantes.

## Geografía
La localidad está ubicada en las coordenadas 39°58′52″N 96°59′31″O / 39.98105, -96.991914 (39.98105, -96.991914).

## Demografía
Según la estimación 2018-2022 de la Oficina del Censo, los ingresos medios de los hogares de la localidad son de $47,778. Alrededor del 31.6% de la población está por debajo de la línea de pobreza.